# John Howell (homme politique)
Pour les articles homonymes, voir Howell.
John Howell, né le 27 juillet 1955 à Londres, est un historien et homme politique britannique.
Membre du Parti conservateur, il est député pour la circonscription d'Henley dans l'Oxfordshire de 2008 à 2024. Il est membre de l'Ordre de l'Empire britannique.